# Třešňovec
Rybník Třešňovec  o rozloze vodní plochy 1,0 ha se nalézá na východním okraji obce Lipoltice pod silnicí III. třídy č. 34210 vedoucí z Lipoltic do městyse Choltice v okrese Pardubice. Rybník je využíván pro chov ryb a zároveň představuje lokální biocentrum pro rozmnožování obojživelníků. Rybník je součástí rybniční soustavy skládající se dále z rybníků Urbanický, Nečas, Rohlíček.

## Galerie

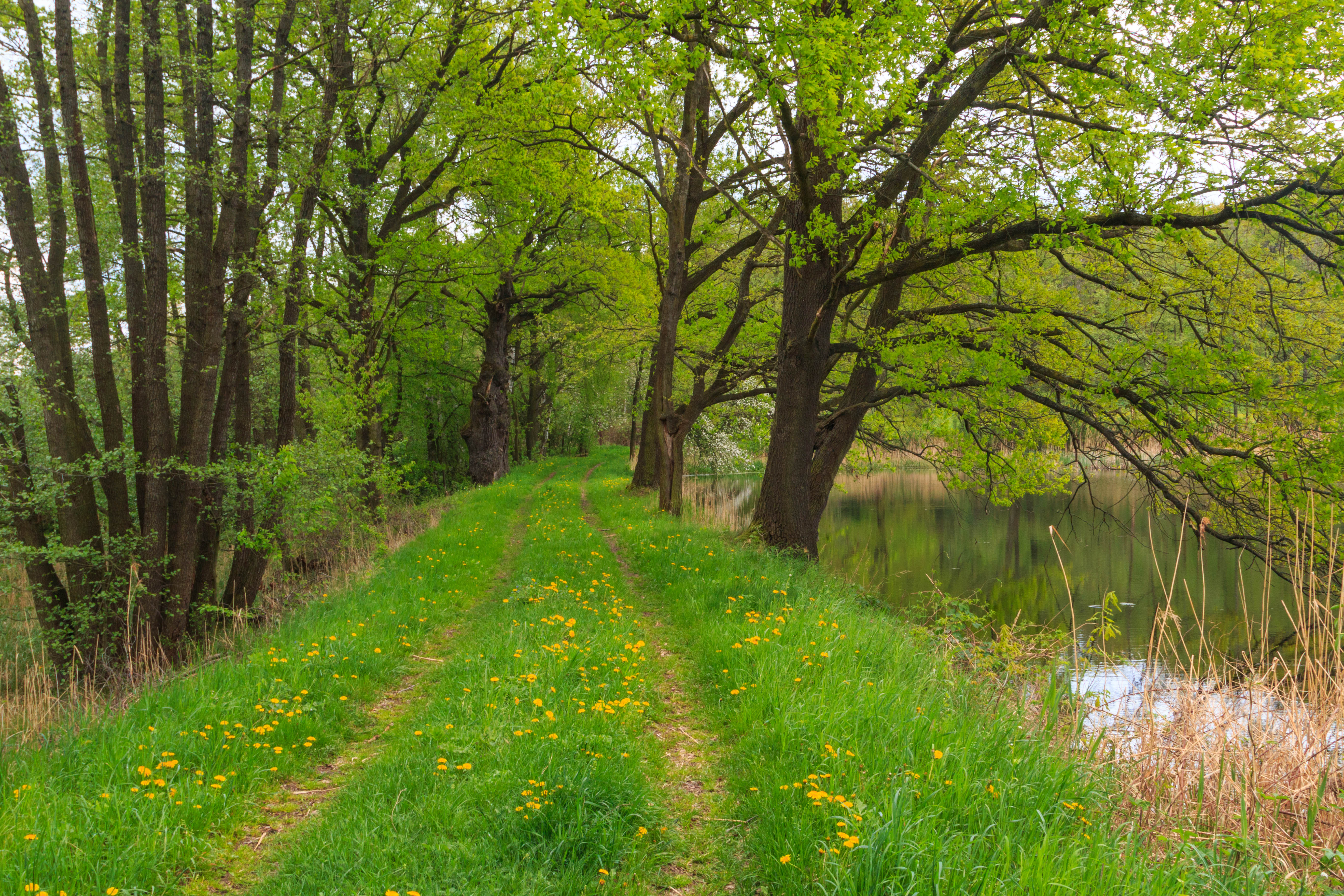
pohled na rybník Třešňovec
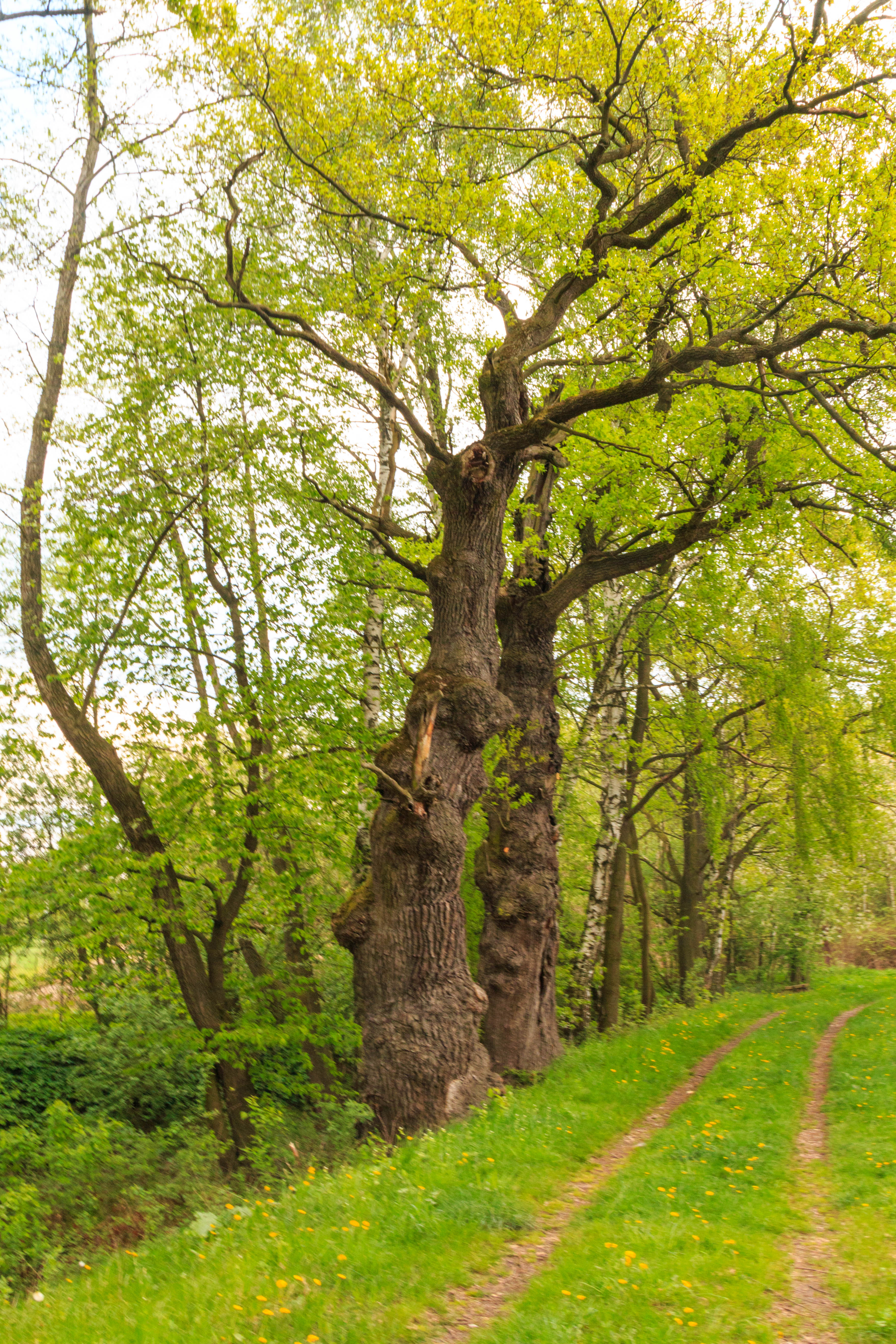
pohled na rybník Třešňovec
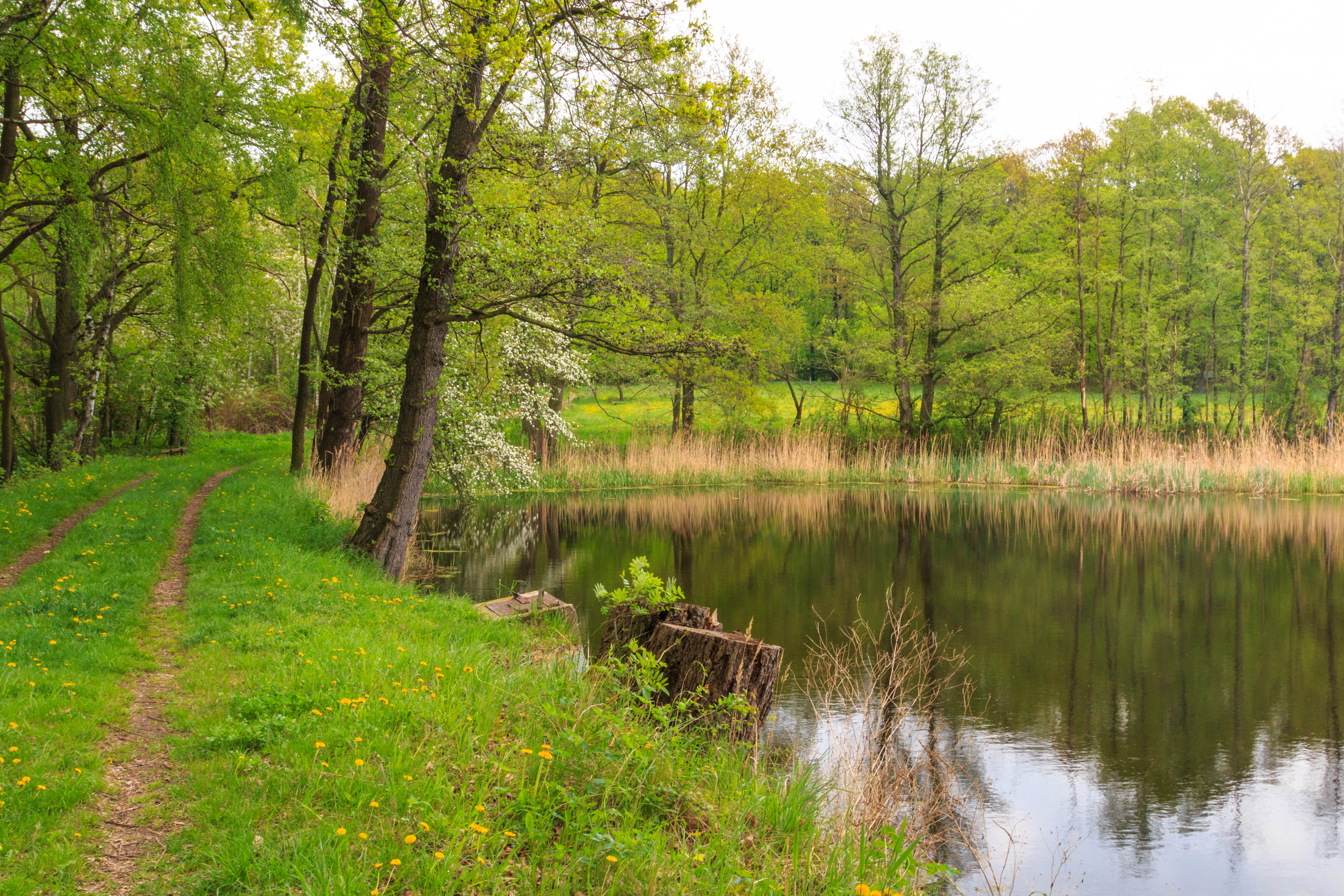
pohled na rybník Třešňovec
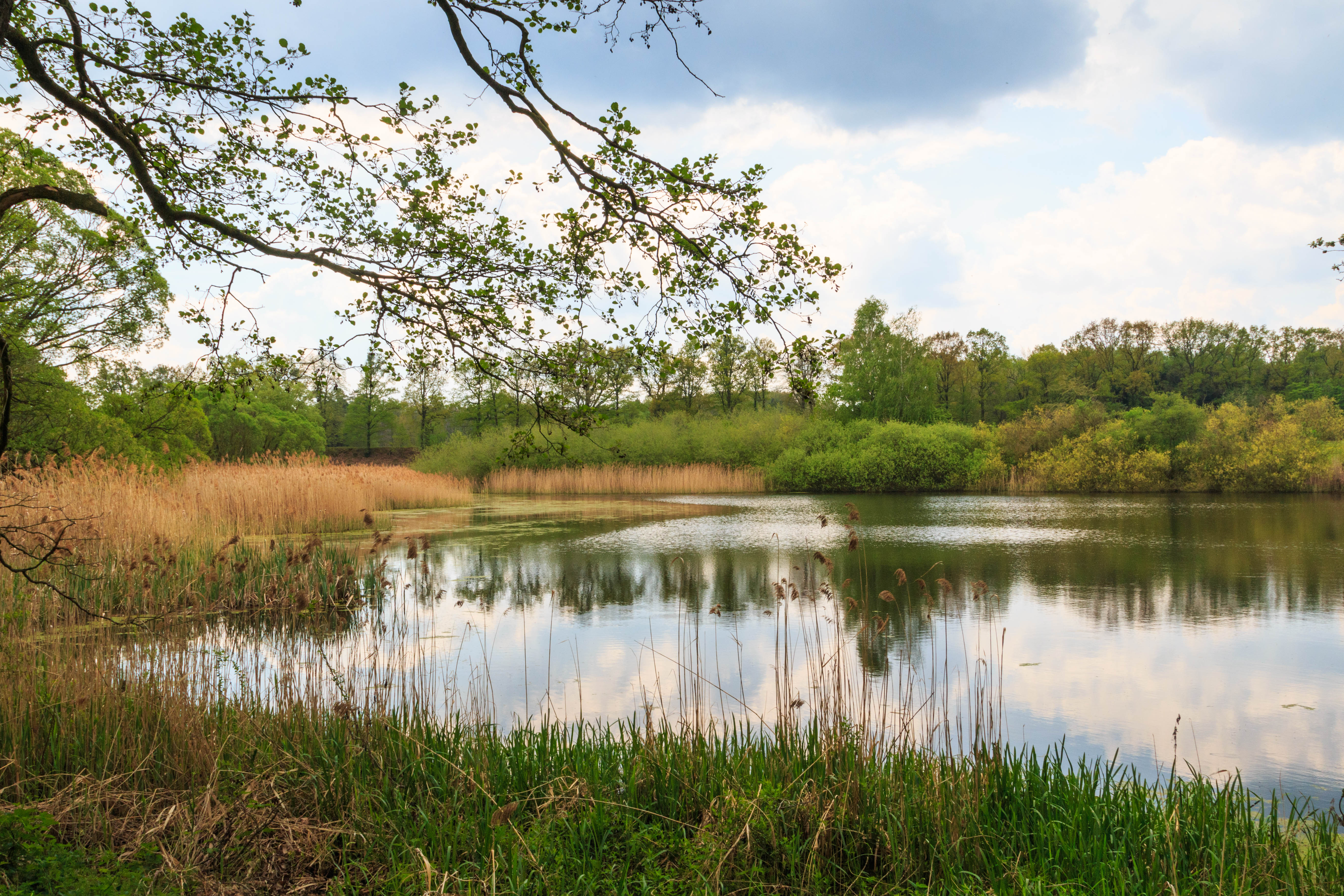
pohled na rybník Třešňovec